# Civitella del Tronto
Civitella del Tronto là một thị xã và comune ở tỉnh Teramo, vùng Abruzzo miền trung nước Ý. Thị xã này nằm ở vườn quốc gia Gran Sasso e Monti della Laga.
Pháo đài Civitella nằm ở thị xã này là pháo đài lớn nhất ở Ý, thứ nhì châu Âu sau Hohensalzburg ở Salzburg, Áo, pháo đài nằm trên đỉnh đồi đá, dài 500 m và rộng 45 m, tổng diện tích 25.000 m2.
Thị xã có nhà thờ San Francesco thành lập năm 1326 theo phong cách Gothic. Ngoài ra cảnh quan nổi bật còn có địa chất kát của Montagna dei Fiori.